# منتخب جورجيا لكأس فيد
منتخب جورجيا لكأس فيد هو ممثل جورجيا الرسمي في كرة المضرب في كأس فيد.